# La lucha entre Moscú y Tver
La lucha entre Moscú y Tver fue una serie de conflictos entre los principados de Moscú y de Tver desde principios del siglo XIV hasta finales del siglo XV.
El tema de los conflictos cambió con el tiempo desde la lucha por el poder supremo en el noreste de Rusia, asociado con la posesión de la etiqueta del Gran Ducado de Vladimir (que era emitida por el Khan de la Horda de Oro), hasta la privación del Principado de Tver de la independencia, que tuvo lugar en 1485.

## Actores en el conflicto
Ambos los principados surgieron en la primera mitad del siglo XIII. El Principado de Moscú era un feudo de las posesiones del Gran Duque de Vladimir, que también incluía: Nizhni Nóvgorod, Kostromá y Gálich; y el Principado de Tver era un feudo de las posesiones del Príncipe de Pereslavl-Zaleski, que también incluía Dmitrov.
Después de la muerte de Yuri II de Vladímir y sus descendientes durante la invasión mongola, ambos principados se unieron bajo el gobierno de Yaroslav II de Nóvgorod. La dinastía Tver fue fundada por su hijo: Yaroslav de Tver, la dinastía Moscú por su nieto: Daniel de Moscú (el hijo menor de Alejandro Nevski).

### Principado de Moscú
Inicialmente ocupó territorios en la cuenca del curso medio del Río Moscova. En los últimos años del reinado de Daniel de Moscú, los tramos superior e inferior del Río Moscova quedaron bajo el control del Principado de Moscú. En ese momento, los príncipes de Moscú estaban en conflictos con los príncipes de Mozhaisk (una rama de los príncipes de Smolensk; 1303) y co los príncipes de Riazán (1301), respectivamente.
En 1328, después de la derrota del Principado de Tver por las tropas de Horda de Oro, los moscovitas y los suzdalianos; el Metropolitano de Kiev y de toda Rusia se trasladó de Vladimir a Moscú .
Después de dos asedios fallidos de Moscú por parte de tropas lituanas a finales de los años 1360 y principios de los años 1370 y del asedio de Tver por parte de Moscú y tropas aliadas (1375), Moscú estableció su posición como centro de la unificación de las tierras rusas.
Desde 1383, el territorio del Gran Ducado de Vladimir pasó a ser propiedad hereditaria de los príncipes de Moscú, y los príncipes de Moscú comenzaron a ser llamados “grandes”. A finales del siglo XIV y principios del XV, todo el territorio de Rusia estaba dividido en esferas de influencia entre Moscú y Vilna, lo que se reflejó en las condiciones de las “paces eternas” de 1408 y 1449.
En 1480, tuvo lugar la Batalla del Río Ugrá, cuando Moscú se liberó del yugo de la Horda de Oro y se convirtió en el centro del emergente estado ruso, anexando Nóvgorod (en 1478), Tver (en 1485) y entrando en lucha por otras tierras rusas con el Gran Ducado de Lituania.

### Principado de Tver
En 1294, después del matrimonio de Miguel Yaroslávich con la  Ana de Kashin, hija de Dmitri de Rostov, el Principado de Tver obtuvo el control de Kashin.
Tras la derrota Levantamiento de Tver de 1327, por parte de las tropas de la Horda de Oro y de sus vasallos: Principados de Moscú y de Súzdal, los príncipes de Tver perdieron sus posibilidades reales de obtener el poder supremo en Rusia.
Un nuevo intento para recuperar el prestigio de los príncipes de Tver, realizado en la década de 1370 con el apoyo del Gran Ducado de Lituania y de Mamái, el gobernante de la Horda Azul, también fracasó.
El Khan reconoció el Gran Ducado de Vladimir como propiedad hereditaria de los Príncipes de Moscú, pero el Principado de Tver obtuvo la independencia y comenzó a ser llamado “grande”. Kashin volvió a estar bajo el control de los príncipes de Tver.
En 1485, Tver fue capturada por las tropas de Moscú bajo el mando de Iván III de Rusia.

## Historia

### La lucha por el Gran Ducado de Vladimir a principios delsigloXIV
Después del ejército de Dudenev (1293), Miguel Yaroslávich de Tver se inclinó hacia una alianza con los príncipes de Rostov y Yaroslavl, quienes, durante la lucha por el poder entre los hijos de Alejandro Nevski (1281-1293), estaban del lado de Andréi III de Vladímir y la Horda Azul contra Dmitri de Pereslavl, apoyados por el “Ulus del Danubio” de Nogai Kan.
Después de la liquidación del “Ulus del Danubio” de Nogai Kan por Toqta, en 1300, parte de la nobleza de las tierras del sur de Rusia, anteriormente en la esfera de influencia de Nogai Kan, se transfirió al servicio del Principado de Moscú, y Maxim, el Metropolitano de Kiev, se trasladó de Kiev a Vladimir.
En 1302, Iván Dmitrievich, el hijo de Dmitri de Pereslavl, tomó el control de Pereslavl-Zaleski con el apoyo de su tío: Daniel de Moscú, pero, después de que Miguel Yaroslávich asumiera el Gran Ducado, los vasallos de Daniel no pudieron conservar Pereslavl-Zaleski y Iván regresó al Gran Ducado.
Después de la muerte de Maxim, el Metropolitano de Kiev, en 1305, Yuri I Lvovich de Galicia-Volinia envió Pedro a Constantinopla, donde fue consagrado como Metropolitano de toda Rusia. Al mismo tiempo, la candidatura de Geroncio, el jerarca de Tver, presentada por Miguel Yaroslávich, fue rechazada. Pedro, al igual que su predecesor, prefirió no vivir en Kiev y eligió Vladímir como su residencia.
Después de la muerte de Andréi III de Vladímir, en 1304, Miguel Yaroslávich y Yuri de Moscú empezaron sus viajes a la sede de la Horda de Oro en busca de una etiqueta. Sin embargo, los tverianos interceptaron a Boris Danilovich (hermano de Yuri), que viajaba a Kostromá, e Ivan Danilovich (otro hermano de Yuri, el futuro Iván I de Rusia) fue sitiado en Pereslavl-Zaleski, pero, en la Batalla de Pereslavl-Zaleski, librada el 8 de junio de 1304, los tverianos sufrieron una aplastante derrota. Los gobernadores de Tver no fueron recibidos en Nóvgorod, y Torzhok evitó un ataque de los tverianos gracias al oportuno despliegue de tropas de Nóvgorod para ayudar.
En 1305, Miguel Yaroslávich regresó de la sede de la Horda con una etiqueta, obtenida, porque había prometido al kan pagar un tributo mayor que el que había prometido Yuri de Moscú. Como Gran Duque de Vladimir se le llama Miguel III Yaroslavich. También recibió Novgorod en su posesión. Miguel fue a Moscú y no logró ningún éxito serio, pero Pereyaslavl regresó al Gran Ducado.
Después de que Yuri mató, en 1306, Konstantín Romanóvich, el Príncipe de Riazán, que había sido capturado en 1301. Sus hermanos: Boris y Alexander, abandonaron Moscú rumbo a Tver.
En 1308, Miguel Yaroslávich sitió Moscú y luchó bajo sus murallas, devastó la tierra, pero no pudo tomar la ciudad. En el mismo año fue aceptado en Novgorod.
En 1311, Mijail Andreevich (Príncipe de Suzdal) murió sin hijos en el Principado de Gorodéts y la Horda de Oro sancionó la ocupación del principado por los hermanos de Yuri de Moscú: Boris se instaló en Nizhni Nóvgorod. Dimitri de Tver, el hijo mayor de Miguel Yaroslávich, entonces con 12 años, fue enviado a Nizhni Nóvgorod, pero fue detenido en Vladimir por Pedro, el metropolitano.
En 1312, Miguel Yaroslávich sacó a sus gobernadores de Veliki Nóvgorod, capturó Torzhok y Bézhetsk y bloqueó el suministro de alimentos a Novgorod. Después de eso, aceptó 1.500 grivnas, de los novgorodianos, a cambio de la paz. Después de la muerte de Khan Toqta, fue a la sede de la Horda tener una audiencia con Uzbeg Kan, el nuevo Kan.
En 1314, los novgorodianos se dirigieron a Yuri de Moscú, y él envió el Príncipe Fyodor Rzhevsky, quien expulsó a los gobernadores de Tver y condujo el ejército de Novgorod a Tver. Pero los Tverianos, liderados por el Príncipe Dimitri de Tver, fueron capaces de establecer una defensa eficaz en su orilla del Volga. Ambos ejércitos permanecieron acampados hasta que llegaron las heladas y se firmó la paz. Pronto Yuri y su hermano Afanasy llegaron a Novgorod.
Al regresar de la sede de la Horda con el embajador del Khan, Miguel Yaroslávich se trasladó a Novgorod, derrotó al ejército de Novgorod dirigido por Afanasy Danilovich cerca de Torzhok, tomó un rescate de 5.000 grivnas y concluyó la paz en condiciones de 12.000 grivnas de plata en cuatro cuotas. Los novgorodianos acudieron a la Horda con una queja contra Miguel, pero fueron capturados por los tverianos.
En 1316, los gobernadores de Miguel fueron expulsados de nuevo y Miguel fue a Nóvgorod y se detuvo a 50 millas de allí. Los novgorodianos reunieron un ejército y se prepararon para la defensa. Miguel se vio obligado a retirarse y el ejército, habiéndose extraviado en el camino, sufrió grandes pérdidas por hambre en el regreso.
En 1317, Miguel fue a Kostromá para combatir Yuri de Moscú, donde había regresado de la sede de la Horda con su esposa: Konchaka (bautizada Agafya), la hermana de Uzbeg Kan, y el embajador Kavgadiy, y los oponentes se mantuvieron durante algún tiempo acampados en ambas orillas del Volga.
El resultado del enfrentamiento no quedó claro, pero Miguel se fue y Yuri se trasladó a través de Rostov Veliki, Pereyaslavl y Dmítrov hasta Tver. A 40 millas de allí, en diciembre, tuvo lugar la Batalla de Bortenevo, como resultado de la cual: Boris Danilovich y Agafya, la esposa de Yuri, fueron hechos prisioneros por el príncipe de Tver. Yuri huyó a los novgorodianos y los dirigió contra Miguel, pero esta vez no llegó a la batalla.
Agafya, hermana de Uzbeg Kan, murió en cautiverio en Tver en circunstancias poco claras, lo que se convirtió en el pretexto para convocar a Miguel a la sede de la Horda y matarlo allí, en 1318. Posteriormente, Miguel fue canonizado.
En 1319, Yuri de Moscú se convirtió en Gran Duque y se encargó de recaudar los tributos, para el Kan, sobre el Principado de Tver, pero no lo envió a la Horda. Dimitri de Tver, hijo de Miguel Yaroslávich, apeló al Khan con una queja contra Yuri y, en 1322, recibió una etiqueta.
En 1325, Dimitri mató a Yuri delante del Kan, por lo que él mismo fue asesinado en 1326, y el Gran Ducado de Vladimir fue transferido a su hermano Alejandro de Tver, quien luego concluyó un acuerdo con Novgorod.

#### El levantamiento de Tver (1327) y el ejército de Fedorchuk (1328)
En 1327, estalló un levantamiento, en Tver, contra Cholkhan, el primo de Uzbeg Kan. Sus hombres fueron asesinados y él mismo fue quemado en el palacio principesco, que había capturado. Los acontecimientos de 1327 están reflejados en la colección de Tver, del cronista Rogozhsky y también en el folclore oral (“Canción de Cholkhan Dudentevich”).
Este levantamiento fue duramente reprimido por una campaña punitiva en la que se emplearon 50.000 soldados de la Horda de Oro, apoyados por destacamentos de Moscú y Súzdal. Tver fue destruida, Alejandro de Tver huyó a Pskov y fue aceptado como príncipe allí (de 1327 a 1337), Alexander Vasilyevich de Súzdal se convirtió en Príncipe en Vladimir, Ivan Danilovich de Moscú en Novgorod y Konstantin Mikhailovich, casado con Sofía, la hija de Yuri de Moscú, en Tver.
En cuanto a la evaluación del pogromo de Tver de 1328, la mayoría de los investigadores coinciden en que, a pesar del interés directo de los príncipes de Moscú en esta acción de la Horda, los iniciadores de las incursiones de la Horda no fueron los príncipes, sino los kanes, y la participación de los moscovitas (y de los residentes de Súzdal) en el pogromo fue un medio para proteger sus tierras de los ataques.
Más tarde, cuando Alejandro regresó a Tver (en 1337 Konstantin cedió pacíficamente el trono a su hermano mayor y se retiró a su Dorogobuzh), fue denunciado por Iván I de Rusia y, en 1339, murió en la Horda junto con su hijo Fiódor. Después de eso, Konstantin volvió a ser príncipe de Tver, donde gobernó hasta su muerte, en 1345. Bajo su mando, la campana de la Catedral de la Transfiguración del Salvador de Tver fue llevada a Moscú, y los hijos de Alejandro recibieron la herencia de su padre en la parte occidental del principado: Vsévolod Alexandrovich recibido Krasny Kholm; y Mijail Alexandrovich recibido Mikulino, sus hermanos menores, Vladimir y Andrei, recibieron posteriormente el volost Zubtsovskaya (hasta 1366).

### La lucha de Moscú y Kashin contra Tver y Lituania (1368-1383)
En 1349, Mijail Vasilievich (el menor de los dos hijos del Príncipe de Kashin) se casó con la hija de Semyon el Orgulloso, y Algirdas (Gran Duque de Lituania) se casó con Uliana de Tver (una de las hijas de Alejandro de Tver), lo que predeterminó las uniones posteriores.
En 1368, Mijail Alexandrovich (Príncipe de Tver), después de una disputa sobre los infantazgos, expulsó a Vasili Mijáilovich (su hermano) de Tver. Vasily murió y Dmitri Donskói, con el pretexto de proteger a su hijo Mikhail, envió tropas al Principado de Tver. Al no tener fuerzas para resistir por sí solo, Mijail Alexandrovich acudió a Algirdas en busca de ayuda y comenzó a pedirle protección. Después de haber logrado realizar en secreto todos los preparativos para la campaña, el príncipe lituano se dirigió a Moscú.
Tras derrotar al regimiento de guardia de Moscú en el Río Trosna, Algirdas sitió Moscú por primera vez. Sin embargo, el Kremlin de piedra blanca construido poco antes se convirtió en un obstáculo insuperable para los lituanos y los tverianos, y los cruzados invadieron las posesiones occidentales de Algirdas, que se vio obligado a levantar el asedio después de 3 días, sometiendo el área circundante a una terrible devastación y tomando muchos prisioneros. Según el tratado de paz, Mijail Alexandrovich recibió de vuelta Beli Gorodok y otros volosts de su difunto primo Semyon Konstantinovich.
En 1369, Mijail Alexandrovich fortificó Tver con un muro de madera. En agosto de 1370, Dmitri Donskói le declaró nuevamente la guerra y Miguel huyó a Lituania y las tropas enviadas por Dmitri devastaron las tierras de Tver. El propio Dmitri apareció en tierras de Tver con un gran ejército y capturó y quemó las ciudades de Zubtsov y Mikulin, volosts y aldeas, y tomó a muchos residentes en cautiverio.
Durante el ayuno de la Natividad, Algirdas se trasladó a Moscú con su hermano: Kęstutis, Mijail Alexandrovich y Sviatoslav Ivánovich (el Príncipe de Smolensk). Ellos asaltaron Volokolamsk, donde no pudieron tomar la fortaleza, pero pasaron tres días saqueando los alrededores, después de lo cual se dirigieron hacia Moscú. El 6 de diciembre de 1370, Algirdas sitió Moscú. Sin embargo, después de 8 días propuso la paz, al enterarse de que las tropas de Serpujov y del Principado de Riazán habían comenzado a reunirse contra él. Pero Dmitri Donskói aceptó una tregua sólo hasta el día de San Pedro (12 de julio) y Algirdas se retiró a Lituania. Mijail Alexandrovich también hizo las paces con Dmitri y regresó a Tver.
Sin embargo, en la primavera de 1371, el Príncipe de Tver (Mijail Alexandrovich) partió hacia la sede de la Horda de Oro y obtuvo allí una etiqueta para el Gran Ducado de Vladimir. La Horda le ofreció sus tropas para ayudarle a establecerse en Vladimir, pero Mijail se negó y regresó a Rusia sólo con Sarykhozha, el embajador del Kan.
Sin embargo, Dmitri Donskói hizo jurar a todas las ciudades que no dejarían entrar a Mijail. Cuando Sarykhozha mandó llamar a Dmitri a Vladimir para obtener el jarlig (decreto, permissão, licença ou comando escrito dos diplomatas dos governantes mongóis), ordenó decirle: No voy y no dejaré que Mijail reine en Vladimir; “Y para usted, embajador, el camino está despejado”. Tras entregarle la etiqueta a Mijail, el embajador partió de Mologa a Moscú, y el Príncipe de Tver (Mijail Alexandrovich), descontento con el giro de los acontecimientos, destruyó Kostromá, Mologa, Úglich y Bézhetsk. Después de esto regresó a Tver y envió a su hijo Iván Mijáilovich a la sede de la Horda.
Dmitri Donskói también fue allí y logró convencer al Temnik Mamái (el jefe militar de la Horda Azul) para que le dejara el gran ducado. Entonces, el Príncipe de Tver ((Mijail Alexandrovich) recibió un mensaje de la Horda: "Te dimos el gran reinado, y también te dimos un ejército para ponerte en él; pero no tomasteis nuestro ejército, dijisteis que os sentaríais con vuestras propias fuerzas; Así que ahora siéntate con quien quieras, pero no esperes ayuda de nosotros”. Iván Mijáilovich, el hijo de Miguel, debía 10.000 rublos a la Horda, lo que equivalía al doble del tributo anual que el Gran Ducado de Vladimir entregaba a la Horda. Entonces, Dmitri Donskói lo compró y lo llevó consigo a Moscú, donde vivió en la corte metropolitana hasta que su padre lo compró. Las tropas de Dmitri capturaron Bézhetsk, mataron al gobernador de Mijail y saquearon los volosts de Tver.
Después de eso, Mijail Alexandrovich comenzó a convencer nuevamente a Algirdas para que trasladara tropas a Rus. En 1372, Mijail, junto con Kęstutis y Andréi de Pólotsk, se acercó sin éxito a Pereslavl-Zaleski y tomó Dmítrov (como se menciona, por ejemplo, en la Crónica de Abraham: en el año 1372 "... tomó la ciudad de Dmítrov, y quemó el asentamiento y las aldeas, y tomó un gran número de boyardos y personas con esposas e hijos a Tver"), y luego tomó Torzhok.
Entonces, Algirdas volvió a Moscú, pero en lugar de una batalla, se firmó, en 1372, la paz entre Moscú y el Gran Ducado de Lituania cerca de Lyubutsk, en celebración de la cual Vladímir el Valiente se casó con Elena Olgerdovna (hija de Algirdas). Así, Mijail quedó abandonado a su suerte, en su lucha contra Moscú.
En 1374, Mijail recibió Ivan Vasilyevich Velyaminov, el hijo del último Týsiatski, que había huido de Moscú, nuevamente recibió una etiqueta y atacó Torzhok y Úglich, lo que provocó una campaña de represalia por parte de casi todos los príncipes del noreste de Rusia (así como del Príncipe de Smolensk).
Algirdas atacó las indefensas tierras de Smolensk como reacción a la participación del pueblo de Smolensk en la campaña contra el pueblo de Tver. Esta vez, Mijail se vio obligado a renunciar a sus pretensiones sobre Kashin, reconocerse como el hermano menor del Príncipe de Moscú y aceptar participar en las guerras del Principado de Moscú con la Horda, tanto defensivas como ofensivas. Sin embargo, no hay información sobre la participación de las tropas de Tver en la Batalla de Kulikovo (1380), con la excepción de los Kashinitas y el destacamento de Iván Vsevolodovich (Príncipe de Kholmsky).
En 1382, después de la muerte de Vasili Mijáilovich (Príncipe de Kashin), Kashin fue nuevamente anexado al Principado de Tver y Mijail Alexandrovich recibió de Khan Toqtamish una etiqueta para el Gran Ducado de Tver. Al mismo tiempo, el Gran Ducado de Vladimir, del que Tver había logrado así la independencia, pasó a ser propiedad final del Principado de Moscú.

### El fin de la independencia de Tver (finales delsigloXV)
Ya en 1427, casi inmediatamente después de la muerte de Basilio I de Moscú (1425), Boris Alexandrovichel, el Gran Duque de Tver reconoció la antigüedad de Vitautas (Gran Duque de Lituania), en un momento en que su hija Sofía de Lituania gobernaba efectivamente en Moscú.
En 1453, con el fin de la Guerra de Sucesión Moscovita (1425-1453), el Príncipe de Tver juró lealtad al Principado de Moscú, entregando a su hija María a Iván Vasilyevich, el heredero al trono (el futuro Iván III de Rusia). En el mismo año de 1454, el Príncipe de Tver concluyó un acuerdo con Basilio II de Moscú a través de la mediación del Jonás de Moscú (Metropolitano de Kiev y toda Rus), “por el cual prometía a sus hijos estar en completo acuerdo con Moscú”.
En 1462 murió Basilio II y Iván III se convirtió en Príncipe de Moscú, tras concluir un acuerdo en el que confirmaba los derechos soberanos del príncipe de Tver.
En 1467, una nueva epidemia de peste comenzó en Rusia y murió la primera esposa de Iván, hermana de Mijail Borisovich, el Gran Duque de Tver.
En 1483, Mijaíl Borísovich quedó viudo y pidió la mano de la nieta de Casimiro IV Jagellón (Gran Duque de Lituania y Rey de Polonia).
En 1485, Iván III declaró la guerra a Mijaíl, que dio como resultado un tratado de paz que limitaba la libertad diplomática de Mijaíl, además Iván III “comenzó a oprimir la tierra y los súbditos de Miguel”. Luego, los príncipes Andrei Mikulinsky y Osip Dorogobuzhsky pasaron al servicio del Gran Duque (al primero le dio Dmítrov para alimentarse, al segundo - Yaroslavl). Luego muchos boiardos de Tver se unieron a Iván.
Mijaíl envió una carta a Casimiro IV, pero fue interceptada por los sirvientes de Iván III. Luego Mijaíl envió una embajada a Moscú formada por el obispo de Tver y el Príncipe de Kholm, pero no fueron recibidos. Iván III ordenó al boyardo Yakov Zakharyevich, el gobernador de Nóvgorod, que fuera con todas sus fuerzas a Tver, y, el 21 de agosto de 1485, él mismo partió de Moscú con un ejército y artillería dirigidos por Aristóteles Fioravanti.
El 8 de septiembre, Iván III de Rusia sitió Tver y prendió fuego al asentamiento. Dos días después (10 de septiembre), casi todos los príncipes y boyardos huyeron de Tver. Mijaíl Borísovich huyó al Gran Ducado de Lituania y la ciudad se rindió. Iván III prohibió al ejército saquear la ciudad y sus alrededores, el 15 de septiembre, entró en Tver y, ese mismo día, transfirió el reinado a su hijo Iván el Joven, heredero del trono.
Nikolái Karamzín señaló que los príncipes de Tver, “siendo enemigos de los príncipes de Moscú, no quisieron participar en la gran hazaña de nuestra liberación y, por lo tanto, perdieron el derecho a la simpatía general por su desgracia”.